# Peña Blanca, San José Tenango
Peña Blanca är en ort i Mexiko.   Den ligger i kommunen San José Tenango och delstaten Oaxaca, i den sydöstra delen av landet, 290 km sydost om huvudstaden Mexico City. Peña Blanca ligger 635 meter över havet och antalet invånare är 101.
Terrängen runt Peña Blanca är kuperad norrut, men söderut är den bergig. Runt Peña Blanca är det ganska tätbefolkat, med 86 invånare per kvadratkilometer. Närmaste större samhälle är Huautla de Jiménez, 19,8 km väster om Peña Blanca. I omgivningarna runt Peña Blanca växer i huvudsak städsegrön lövskog.